# 優良多子家庭表彰
優良多子家庭表彰 （ゆうりょうたしかていひょうしょう）は、1940年代前半の日本で厚生省が実施した表彰制度である。
「児童愛護精神の昂揚を図り以て家族制度の確保と国運の隆盛に資せんが為」、厚生省社会局は「優良多子家庭」の表彰を決定、1940年5月その全国的調査を開始した。被表彰者は次の4つの条件を満たす家庭の父母（ひとり親の場合は父または母）とされた。
- 父母を同じくする満6歳以上の嫡出子女を10人以上育成していること[3]。
- 子女（満6歳未満の者を含む、以下同様）に死亡した者のないこと。ただし、戦役事変や天災地変など不可避の事由による死者は生存者とみなす[3]。
- 子女はいずれも心身ともに健全であること。ただし、戦役事変や天災地変など不可避の事由により「健全ならざるに至りたる者」は「健全なるもの」とみなす[3]。
- 父母および子女は、いずれも性行が善良でその家庭が堅実であること[3]。

同年11月、10336軒の家庭が表彰され、翌1941年以降も毎年継続された。
他国の同様の制度に、フランスで1920年に始まり現在も続くフランス家族賞、ナチス・ドイツで1938年に制定された母親十字章、イタリアで1939年から1950年まで実施されたit:Medaglia d'onore per le madri di famiglie numerose（大家族の母親のための栄誉章）、ソビエト連邦で1944年に発足した母親英雄がある。